# 넓은띠큰바다뱀
넓은띠큰바다뱀은 뱀목 코브라과의 파충류이다. 그것은 서태평양 대부분의 온대 바다에서 발견된다.
얼굴은 짧고, 몸통은 두꺼우며 쉽게 식별할 수 있는 목이 없다.